# Pedro II de Arborea
Pedro II, vizconde de Bas Serra, (...-1241) fue juez de Arborea de 1211 a 1241.
Nació del matrimonio de Hugo Poncio de Bas con Preziosa, hija de Guillermo I de Massa. Pedro en aquel tiempo era el heredero designado de Arborea y de hecho a la muerte de Hugo I de Arborea, en 1211, llegó al trono del juzgado.
A la muerte de su abuelo, Guillermo I Salusio IV de Massa en 1214, Pedro se vio forzado por Ubaldo Visconti a casarse con su hija Diana Visconti, de hecho Hugo tenía ya en su poder la tía de Pedro, Benedetta di Cagliari y entonces ejercía un papel político hegemónico en Cerdeña. Cuando la fortuna de Ubaldo Visconti vino a menos, siendo Pedro II considerado su aliado, fue atacado por Guillermo II Salusio V de Massa juez de Cagliari (hijo de Benedetta), apoyado por Mariano II de Torres, marido a su vez de una tía de Pedro, Agnese di Massa. El joven Pedro II fue derrotado y de esta manera en 1228 fue obligado a aceptar a compartir con ellos el control del juzgado (tras el otro en este periodo de condominio, Mariano II de Torres inició la reconstrucción de la catedral de Oristán).
Pedro II, tras la muerte de su suegro Ubaldo Visconti, aprovechando los enfrentamientos internos que se estaban produciendo en aquel evento, consiguió finalmente liberarse de los dos condominios y extender su propia autoridad en todo el juzgado.
En abril de 1237 Pedro II, reconociendo formalmente la supremacía de la iglesia sobre su juzgado, ratificó un acuerdo con el legado pontificio del papa Gregorio IX, en base al cual el juzgado se comprometía a pagar anualmente una suma de 1.100 bisantios de oro como vasallo y donar a la iglesia el castillo de Giripala. En cambio Pedro II, en la sucesiva misa de mayo recibió, en la iglesia de Santa María de Bonarcado por parte del papa el reconocimiento de la soberanía sobre el juzgado. 
Pedro II murió en 1241, dejando como heredero a su hijo menor Mariano II de Arborea, tenido con su segunda mujer Sardinia.
| Predecesor: Hugo I | Juez de Arborea 1211-1241 | Sucesor: Mariano II |

- Datos: Q2440151